# Франкенштајн (филм из 2025)
Франкенштајн (енгл. Frankenstein) је предстојећи амерички научнофантастични хорор филм из 2025. године, режисера и сценаристе Гиљерма дел Тора, заснован на истоименом роману Мери Шели. Главне улоге у филму тумаче Оскар Ајзак, Џејкоб Елорди, Мија Гот, Ларс Микелсен, Дејвид Бредли, Кристијан Конвери, Чарлс Денс, Кристоф Валц и Феликс Камерер.
Филм ће бити објављен на стриминг сервису Netflix.

## Радња
Виктор Франкенштајн настоји да поврати живот мртвима, што резултира стварањем ужасног створења.

## Улоге
| Глумац            | Улога                     |
| ----------------- | ------------------------- |
| Џејкоб Елорди     | Франкенштајново чудовиште |
| Оскар Ајзак       | Виктор Франкенштајн       |
| Мија Гот          |                           |
| Кристоф Валц      | др Преторијус             |
| Феликс Камерер    |                           |
| Ларс Микелсен     |                           |
| Дејвид Бредли     |                           |
| Кристијан Конвери |                           |
| Чарлс Денс        |                           |
| Ралф Ајнесон      |                           |